# 清和学園前停留場

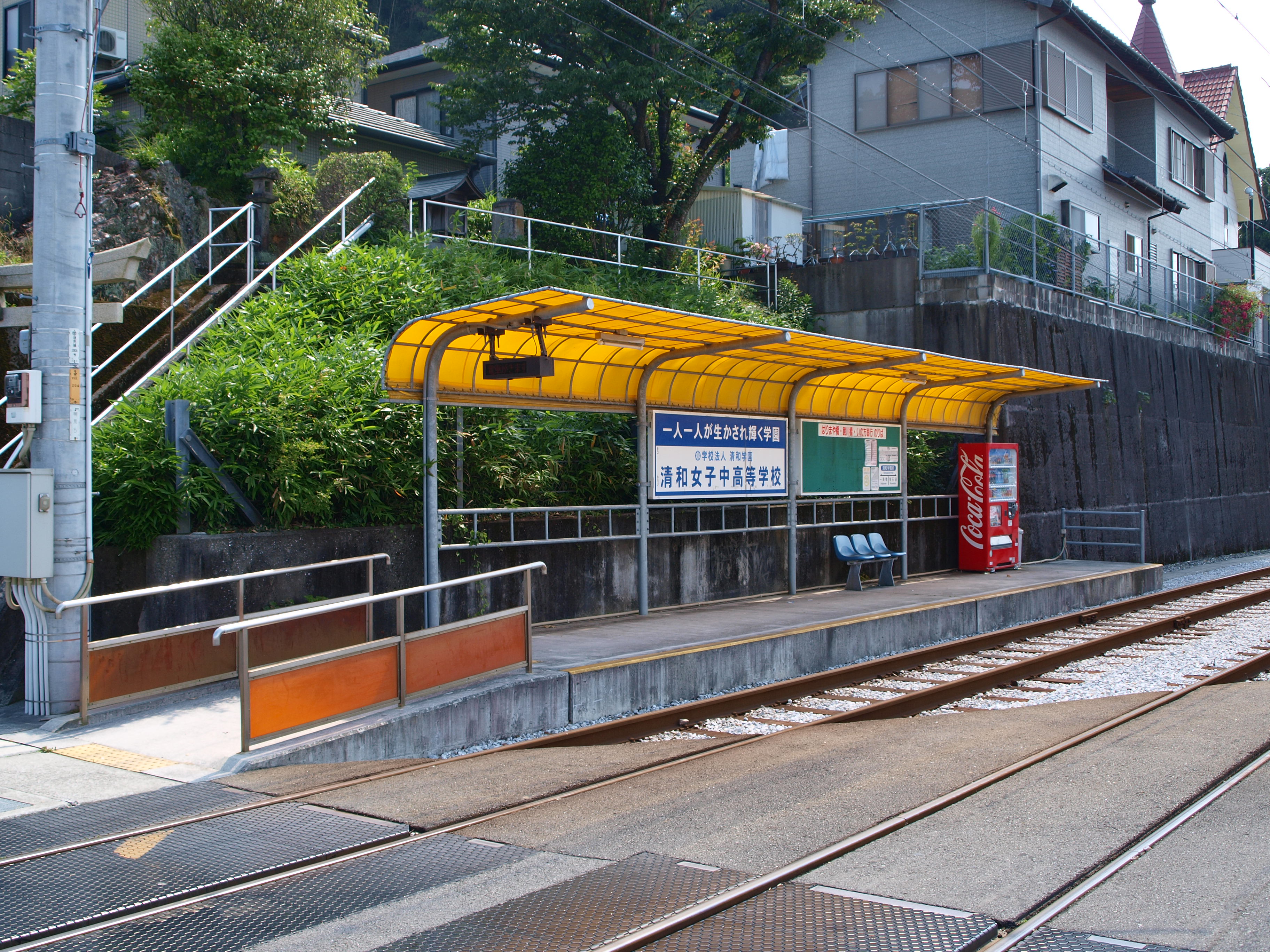
はりまや橋方面のりば全景

清和学園前停留場（せいわがくえんまえていりゅうじょう）は、高知県高知市大津にあるとさでん交通後免線の路面電車停留場。
隣の一条橋停留場との間の距離はわずか63メートル（84メートルとも）で、日本一短い隣接駅間距離である。

## 歴史
1985年（昭和60年）9月に高知市本宮町から当地へ移転した清和女子中学校・高等学校への通学利便性向上のため、新設された停留場である。隣の一条橋停留場はこの時すでに存在していたが、地域住民の要望もあり廃止されることはなく、結果として両停留場が非常に近接して並び立つという事態になった。なお、停留場新設のきっかけとなった清和女子中高は、2026年度末に閉校することが決定している。

### 年表
- 1985年（昭和60年）9月10日：土佐電気鉄道の停留場として開業[6]。開業日は9月14日とも[7]。
- 2004年（平成16年）：後免町方面のりばにホームを設置。
- 2014年（平成26年）10月1日：土佐電気鉄道が高知県交通・土佐電ドリームサービスと経営統合し、とさでん交通が発足[8]。とさでん交通の停留場となる。

## 停留場構造
ホームは2面あり、東西方向に伸びる2本の線路を挟んで向かい合わせに置かれる（相対式ホーム）。線路の北側に後免町方面行きのホーム、南にはりまや橋方面行きのホームがある。

## 停留場周辺
一条橋停留場との間には幅が狭いものの川が流れており、後免線は軌道専用の明見川橋梁にて渡河する。63メートルしか離れていない一条橋停留場は、当停留場からでも目視ではっきりと確認できる。
- 清和女子中学校・高等学校
- 天竺神社
- 国道195号

## 隣の停留場
とさでん交通
後免線
一条橋停留場 - 清和学園前停留場 - 領石通停留場